# Saskatchewan Landing n.º 167
Saskatchewan Landing n.º 167 es un municipio rural canadiense situado en la provincia de Saskatchewan.

## Superficie
Saskatchewan Landing n.º 167 tiene una superficie de 792,73 km².

## Demografía
En 2021, tenía 434 habitantes, una densidad poblacional de 0,5 hab./km², y 163 viviendas.